# Agnes Sjöberg
Agnes Hildegard Sjöberg, född 15 november 1888 i Kauhajoki, död 21 augusti 1964 i Seinäjoki, var en finländsk veterinär, den första kvinnliga veterinärmedicine doktorn i Europa.
Sjöberg tillhörde de första kvinnorna som studerade till och arbetade som veterinär. Aleen Cust hade studerat vid veterinärhögskolan i Edinburgh i Skottland och varit yrkesverksam som veterinär sedan 1900, men hon fick inte avlägga examen förrän år 1922. Sjöberg studerade i Dresden som enda kvinna bland 300 elever, och fortsatte sedan studierna vid Berlins veterinärmedicinska högskola. Hon arbetade som djurkliniker i Berlin under första världskriget. Sjöberg avlade sin doktorsexamen vid Leipzigs universitet 1918. Hon arbetade sedan som kommunalveterinär i Österbotten och drev 1938–1955 sin egen djurklinik i Seinäjoki. 
Den första kvinnliga veterinären i Sverige var Waldy Bergegren (1891–1983), som tog veterinärexamen 1921 och var stadsveterinär i Norrköping 1931–1956. Den första kvinnliga veterinären i världen var troligen Mignon Nicholson, som examinerades från McKillip veterinärhögskola i USA 1903.